# Rhauculus insignitus
Espèce
Rhauculus insignitus est une espèce d'opilions Laniatores de la famille des Cosmetidae.

## Répartition
Cette espèce est endémique de la province du Guayas en Équateur. Elle se rencontre dans les environs de Balzar.

## Description
Le mâle holotype mesure 7 mm.

## Publication originale
- (de) Roewer, « Weitere Weberknechte II. (2. Ergänzung der Weberknechte der Erde, 1923) », Abhandlungen der Naturwissenschaftlichen Verein zu Bremen, vol. 26,‎ 1928, p. 527–632